# ソローキンの見た桜
『ソローキンの見た桜』（ソローキンのみたさくら）は、2019年公開の日本・ロシア合作の恋愛映画。
第1回日本放送文化大賞ラジオ部門でグランプリに輝き、南海放送により放送されたラジオドラマ「松山捕虜収容所外伝～ソローキンの見た桜」の映画化。日露戦争時の愛媛県松山市を舞台に、ロシア兵捕虜とその看護にあたっていた日本人看護婦の許されざる恋を描く。阿部純子が明治時代と現代のヒロインの一人二役を演じる。

## キャスト
明治時代
- 武田ゆい：阿部純子
- ソローキン少尉：ロデオン・ガリュチェンコ
- ボイスマン大佐：アレクサンドル・ドモガロフ
- 武田勇吉：六平直政
- 竹場ナカ：海老瀬はな
- 武田タケ：戒田節子
- サチ：石原理衣
- 山本修夢
- 藤野詩音
- 宇田恵菜
- 井上奈々
- 藍アキラ
- 河野所長：イッセー尾形[5]

現代
- 高宮桜子：阿部純子
- TVカメラマン：杉作J太郎
- 倉田史郎：斎藤工[6]
- 高宮菊枝：山本陽子（特別出演）

## スタッフ
- 原案：青山淳平
- 原作：田中和彦（ラジオドラマ「松山捕虜収容所外伝～ソローキンの見た桜」より）
- 監督・脚本・編集：井上雅貴
- 脚本：香取俊介
- 音楽：小野川浩幸
- プロデューサー：益田祐美子、井上イリーナ、清水啓介、遠藤日登思
- スーパーバイザー：エカテリーナ柳内光子
- 撮影：岩倉具輝
- 照明：一ノ瀬省吾
- 録音：木原コウジ
- 装飾：松本良二
- 助監督：向田優
- 制作担当：山崎敏充
- 衣装：白石敦子
- ヘアメイク：高松れい
- 書画：小林芙蓉
- 後援：愛媛県、松山市、愛媛県倫理法人会
- 配給：KADOKAWA
- 宣伝：ウフル
- 制作プロダクション：INOUE VISUAL DESIGN
- 製作：「ソローキンの見た桜」製作委員会（平成プロジェクト、博報堂、南海放送、読売新聞社、アミューズ、BCM、BS日テレ）、サナス、1 Первый Канал

## 公開
2019年3月15日、愛媛国際映画祭プレイベントにてオープニング上映された。翌16日より愛媛県内映画館で先行公開されたのち、22日から全国公開を開始した。興行通信社調べによる3月22日・23日のミニシアター観客動員ランキングで1位を獲得した。
11月よりロシア全国で公開される予定（200館規模）。
海外の映画祭では、2019年4月24日、第41回モスクワ映画祭アウト・オブ・コンペティション部門で上映された。8月23日から8月28日にロシアのオレンブルクで開催された第12回オレンブルク国際映画祭のコンペティション部門で上映され、観客グランプリ特別賞を受賞した。11月、ロシア海外映画祭で露日友好貢献賞を受賞した。

## 関連作品
ソローキン女子の憂鬱
2019年9月28日、南海放送のローカル枠で放送されたテレビドラマ。
「ソローキンの見た桜」のスピンオフ企画であり、松山の「ロシア兵捕虜収容所」や「ロシア兵墓地」の存在を紹介した作家「才神時雄」をフィーチャーした、バラエティ仕立てのドラマとなっている。

## メディア
- 2019年10月23日にアミューズソフトよりBlu-ray及びDVDが発売された[7]。
- 2022年3月19日に12:55から15:00まで南海放送で地上波初放送された[8]。